# ليكسفيك
ليكسفيك (بالنرويجية: Leksvik) كانت بلدية سابقة تقع في مقاطعة نورد ترونديلاغ القديمة في النرويج، واستمر وجودها الإداري من عام 1838 حتى عام 2018، حين تم دمجها مع بلدية ريسا المجاورة لتشكيل بلدية إندري فوسن الجديدة ضمن مقاطعة ترونديلاغ.
كان المركز الإداري للبلدية في قرية ليكسفيك، كما ضمت قرى أخرى مثل فانفيك.

## الجغرافيا
بلغت مساحة بلدية ليكسفيك 430.22 كيلومترًا مربعًا، منها 403.73 كم² يابسة و26.49 كم² مياه، ما يمثل 6.2% من إجمالي المساحة. تطل البلدية على مضيق تروندهايم من الجهة الشرقية، وتحيط بها تضاريس جبلية وغابات كثيفة.

## السكان
حتى عام 2017، بلغ عدد سكان ليكسفيك 3,480 نسمة، بكثافة سكانية بلغت نحو 8.6 نسمة لكل كيلومتر مربع.

## التاريخ
تأسست البلدية بموجب قانون الحكم المحلي لعام 1837. في عام 2018، تم دمج ليكسفيك مع بلدية ريسا لتشكيل إندري فوسن، كجزء من إصلاحات التقسيمات الإدارية في النرويج.

## الاقتصاد والمجتمع
كان اقتصاد ليكسفيك يعتمد على الزراعة، وصناعة الأثاث، وبعض الصناعات التقنية. كما كانت تستضيف عددًا من الشركات المتخصصة في التكنولوجيا الدقيقة.

## المعالم
تضم ليكسفيك عدة كنائس تاريخية، أهمها كنيسة ليكسفيك، إلى جانب طبيعة جبلية ساحرة ومسارات مشي طويلة على امتداد سواحل المضيق.